# Pięciowłóki
Pięciowłóki – wieś w Polsce położona w województwie podlaskim, w powiecie sokólskim, w gminie Dąbrowa Białostocka.
W latach 1975–1998 miejscowość administracyjnie należała do województwa białostockiego.
W Pięciowłókach 3 sierpnia 1941 r. urodził się Edward Kotowski.